# Bibliothèque nationale allemande
Pour les articles homonymes, voir DNB.
La Bibliothèque nationale allemande (Deutsche Nationalbibliothek, DNB) est l’organe chargé du dépôt légal et de la bibliographie nationale de la République fédérale d'Allemagne. Elle est fondée en 1990, après la Réunification, par la fusion de la Bibliothèque allemande (Deutsche Bücherei), fondée à Leipzig en 1912, devenue plus tard la bibliothèque nationale de la République démocratique allemande, et de la Bibliothèque allemande (Deutsche Bibliothek), fondée à Francfort-sur-le-Main en 1947, devenue plus tard la bibliothèque nationale de la République fédérale d’Allemagne.
Elle est fondée sous le nom de La bibliothèque allemande (Die Deutsche Bibliothek, DDB) et a été renommée le 29 juin 2006. C’est un établissement de droit public fédéral doté de la capacité juridique ; son siège est à Francfort-sur-le-Main, avec des antennes à Leipzig, et à Berlin pour la musique. Elle est responsable de la collecte et du catalogage de toutes les publications allemandes et de langue allemande parues à partir de 1913. Sa collaboration avec les éditeurs est réglée par la loi, depuis 1935 pour l’établissement de Leipzig, depuis 1969 pour celui de Francfort, et depuis 1990 pour l’établissement issu de leur fusion.
La Bibliothèque nationale allemande sert en tant que bibliothèque d'archives principale de l’Allemagne, dont le but est de préserver la mémoire patrimoniale du pays et de la rendre accessible à tous. Les deux antennes, à Leipzig et à Francfort, sont des bibliothèques publiques de référence qui fournissent également des expositions, des événements culturels et savants, des tours guidés et des services éducatifs. La bibliothèque traite en archivage tous les documents de texte, d’image et de son publiés en Allemagne depuis 1913, en tandem avec les Archives de musique allemandes (Deutsches Musikarchiv) qui assurent la préservation de toutes les publications musicales de l’Allemagne. Avec 850 000 partitions et 1,5 million d’enregistrements conservés à Leipzig, il s’agit de la plus grande collection musicale d’Allemagne.

## Histoire

### Origines

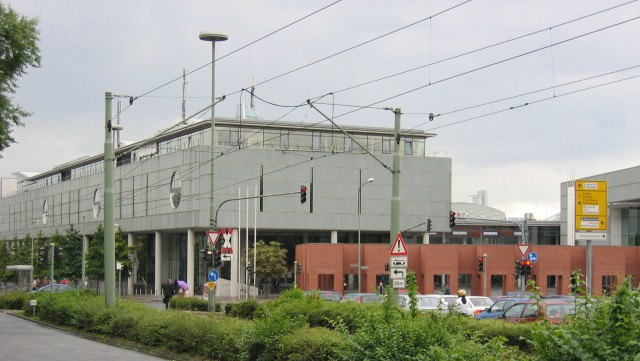
Bâtiment de la DNB à Francfort.

En Allemagne, l’idée d’une bibliothèque nationale émerge assez tardivement. Tandis que de nombreux États européens se lancent dans l’établissement d’une bibliothèque nationale à la suite de la Révolution française, il faudra attendre encore de longues années avant que celle d’Allemagne voie le jour. Au fil du temps, plusieurs tentatives d’instaurer une bibliothèque nationale se révèleront infructueuses. Parmi elles, la proposition de plans pour la construction d’une bibliothèque nationale par les meneurs de la révolution allemande de 1848, qui sera entravée par la dissolution de l’Assemblée nationale de Francfort. À partir de 1874, la loi impériale sur la presse empêche la création d’une collection qui regrouperait les publications allemandes, assurant ainsi l’autonomie culturelle des États allemands, qui peuvent maintenant décider de leurs propres modalités concernant le dépôt légal.
Plus tard, l’idée de créer une bibliothèque nationale à partir de la bibliothèque royale de Berlin n’aboutira finalement jamais. Il faudra donc attendre le 3 octobre 1912 pour que la Bibliothèque Allemande (Deutshe Bücherei) voit officiellement le jour à Leipzig. Ce projet vient d’une initiative de l’Association Boursière de l’Édition Allemande (Börsenverein des Deutsche Bücherei). L’Association participe aussi au financement de la bibliothèque, et cette dernière sera dessinée par l’architecte Oska Push. Administrée par le ministère de l’Intérieur jusque-là, la Bibliothèque Allemande passe entre les mains des nazis en 1933. Elle devient une institution publique en 1940. Pendant la guerre, la bibliothèque devient une cible et les documents sont acheminés dans des grottes et des puits de mines et elle est contrainte de ne reprendre ses services au public qu’après la guerre. Mais les destructions de la Seconde Guerre mondiale et la division de l’Allemagne qui s’ensuit, auront un impact direct sur la partition des bibliothèques. Ainsi, la Deutsche Bibliothek à Francfort-sur-le-Main est construite en parallèle de la Deutshe Bücherei qui se trouve à Leipzig. Leipzig étant du côté est, l’idée d’une bibliothèque de conservation à l’ouest devint concrète grâce à un accord entre de grands éditeurs et le directeur de la bibliothèque municipale de Francfort. La Deutsche Bibliothek de Francfort-sur-le-Main est donc née officiellement le 04 novembre 1946 avec une collection de 14 000 documents. Elle s’occupe alors de l’acquisition de tous les livres publiés à partir de 1945 en Allemagne.
Forte de 480 000 volumes, la bibliothèque est contrainte de déménager en 1959. Un an après la chute du mur de Berlin (1989), la Deutsche Bücherei et la Deutsche Bibliothek fusionnent, devenant Die Deutsche Bibliothek (DDB) le 3 octobre 1990. L’adjectif « national » qui avait été rejeté en 1990, refait surface dans des discussions politiques au début des années 2000 et le 22 juin 2006 le changement de nom est adopté, Die Deutsche Bibliothek devient la Deutsche Nationalbibliothek (DNB), avec un élargissement de ses responsabilités.

### Période contemporaine
Avec plus de 26 millions de documents, il s’agit de la plus grande bibliothèque d’Allemagne. Étant donné sa fonction de conservation, la Deutsche Nationalbibliothek n’autorise pas le prêt de documents. Seule la consultation sur place est possible. En 2016, la Deutsche Nationalbibliothek fait le choix de prioriser les éditions numériques pour la consultation sur la place afin de limiter les frais d’acheminement et de remplacement des exemplaires. Mais à la suite de la forte demande des usagers d’avoir accès aux deux formats, elle décide de faire machine arrière en 2017, en proposant un accès égal aux éditions imprimées et numériques pour la consultation sur place.
Les fonds de la Deutsche Nationalbibliothek étant majoritairement constitués de parutions postérieures à 1913, un plan d’acquisition est mis en place en 1989 afin de garantir la collecte des documents historiques publiés avant 1913. Cette mission est assurée par cinq grandes bibliothèques. En Allemagne, plusieurs grandes bibliothèques dites « à vocation nationale » accompagnent la Deutsche Nationalbibliothek dans son rôle de bibliothèque nationale. Le terme de « bibliothèque nationale dispersée » peut être utilisé afin de décrire ce programme collectif.
Depuis 2010, la Deutsche Nationalbibliothek met à disposition une base de données en libre accès et publie tous ses numéros en ligne en format PDF. En 2021, elle se lance aussi dans un vaste projet de numérisation plus systématique de ses collections afin d’assurer la pérennité de ses documents et d’étoffer son portail numérique. Pour faciliter la numérisation, une pièce de stockage a spécialement été conçue à Leipzig, la « Bücherturm ». La Deutsche Nationalbibliothek participe aussi à de nombreux projets en collaboration, comme ceux de la mise en place de la bibliothèque numérique allemande et l’Europeana.

## Mandat légal
La Bibliothèque nationale allemande rassemble, d’une façon compréhensive et impartiale, tous les documents imprimés, et, à partir de 2006, toutes les publications numériques, appartenant aux critères suivants :
- Les œuvres médiatiques publiées en Allemagne[8]
- Les œuvres médiatiques publiées à l’étranger en langue allemande[8]
- Les traductions des œuvres médiatiques originellement en allemand publiées à l’étranger[8]
- Les œuvres médiatiques publiées à l'étranger dans les langues étrangères qui sont reliées à l’Allemagne[8]
- Les œuvres imprimées collectées ou publiées entre 1933 et 1945 par les émigrés germanophones[8]

En lien avec ce mandat, toutes les entreprises, institutions ou individus qui publient en Allemagne sont obligés par la loi d’envoyer deux copies d’une œuvre imprimée ou une seule copie d’une œuvre numérique à la Bibliothèque nationale allemande. Chaque publication est indexée dans la Bibliographie nationale allemande (Deutsche Nationalbibliografie).

### Antenne à Francfort
L’antenne à Francfort possède 4 salles de lecture principales. Les particularités notables incluent des postes accessibles aux personnes non voyantes ou peu voyantes, une médiathèque avec des appareils sonores et une salle de lecture dédiée aux archives des exilés allemands entre 1933 et 1945. « Rob’s Kulinarium » fournit des boissons et repas, dont des plats végétariens ou végétaliens. Cela contribue à la désignation de la Bibliothèque nationale allemande comme bibliothèque « troisième lieu », une espace de convivialité hors de la maison et du lieu de travail.

### Antenne de Leipzig
Consacrée surtout à la préservation des documents musicaux du pays, l’antenne de Leipzig a adapté son espace aux besoins spécifiques de ce domaine. Parmi les 8 salles de lecture spécifiques, la salle de lecture de musique contient des postes d’ordinateur avec la capacité d’écouter en haute qualité les enregistrements numériques des fonds de la bibliothèque. L’antenne possède également une salle de lecture de cartes, une salle de lecture de multimédia et périodiques et une salle de lecture contenant la Bibliothèque d’Anne Frank Shoah et la Collection de littérature d’exil 1933-1945.

## Préservation numérique
La préservation numérique de toutes les publications permanentes est une des initiatives principales de la Bibliothèque nationale allemande. Pour atteindre ce but, la bibliothèque emploie certaines stratégies. Elle garde les métadonnées du flux binaire des documents pour, à l’avenir, pouvoir migrer des documents d’un environnement à un autre qui soit plus accessible, ou pour pouvoir imiter l’environnement original du document, le matériel et le logiciel. La bibliothèque adopte une approche coopérative nationalement et internationalement pour partager des connaissances concernant l’infrastructure numérique requise pour cette échelle de préservation. La bibliothèque indique aussi que les différents états de l’Allemagne doivent prendre la responsabilité de l’organisation numérique des publications venant de leurs territoires pour partager les demandes énormes du mandat.
Les besoins infrastructurels de la bibliothèque ont exigé une évolution du système de préservation numérique. En 2004, le lancement du projet « KOPAL », financé par le Ministre fédéral d’Éducation et de Recherche, a commencé la création d’un réseau de partenaires qui contribue au développement d’un système d’archivage permanent. Entre 2004 et 2007, le système Digital Information Archiving System (DAIS) est né, permettant un flux de travail automatique à travers lequel les métadonnées des soumissions de publications ont été intégrées dans le catalogue de la bibliothèque sans intervention humaine. Pourtant, ce système ne conserve que la chaîne de bits, qui a la possibilité de ne pas être lisible dans certains systèmes d’exploitation à l’avenir. Le besoin d’un système d’archivage qui assure la lisibilité numérique des documents à l’avenir menait au lancement de « Koala » en 2017, un logiciel open source qui facilite le développement de modifications nécessaires à l’évolution de la préservation numérique. Notamment, Koala permet l’importation des œuvres et des métadonnées, le stockage de données dans plusieurs supports, l’accès aux données et la migration de données.